# Kalendarium historyczne Janowca
Janowiec – wieś położona 3 km na W od Kazimierza Dolnego, na lewym brzegu Wisły, około 79 km na NE od klasztoru, 17 km na N od  Braciejowic siedziby klucza braciejowickiego klasztoru świętokrzyskiego.
Nazwy lokalne miejscowości w dokumentach źródłowych: 1325-8 „Srocomhla”, 1346-58 „Srocomla”, „Grochomla”, „Scrocomla”, „Socrocomla”, „Sirocomla”, „Syrocomla”, 1352 „Srokomlya”, 1361 „Svrokomla”, 1369 „Srocomla”, 1373-4 „Sirocomla”, 1389 „Z(ir)okomla”, 1409 „Syrocomla”, 1412 „Syrokomla”, 1415 „Srokomla”, 1417 „Chirokomla”, 1422 „Syrokomlya”, 1456 „Sirokomlya”, 1457 „Schirokomlya”, 1461 „Szirokola”, 1470-80 „Srokomla”, „Srokomlya”, „Sirokomlya”, „Syrokomla”, 1491 „Serokomla”, 1497 „Sirokomlya”, 1506 „Svrokomla”, 1508 „Srokomlya”, 1510 „Schyrokomla”, 1526, 1530 „Sirokomlia”, 1531 „Serokomlija”, 1537 „Serokomla” [...] exnunc [...] „Janowiec propter arcem ibidem”, 1538 „Serokomla”, 1563 „Szerokomlya”, 1569 „Janowiecz” alias „Serokomlia”, 1508 „Janowiec”, „Janoviec”, „Janowiecz” (ale: 1652 „Janowiec olim Szerokomla”, 1721 „Janowiec niegdyś Serokomla”)
Historyczna podległość administracyjna kościelna i świecka
- Wieś następnie od 1537 miasto[4], 1497 ziemia sandomierska[5], 1361 powiat radomski[6], 1827 powiat kozienicki[7],
- 1325 parafia własna[8]

Drogi międzygrodowe
1592 znana była droga publiczna z miasta Solec do miasta Janowiec

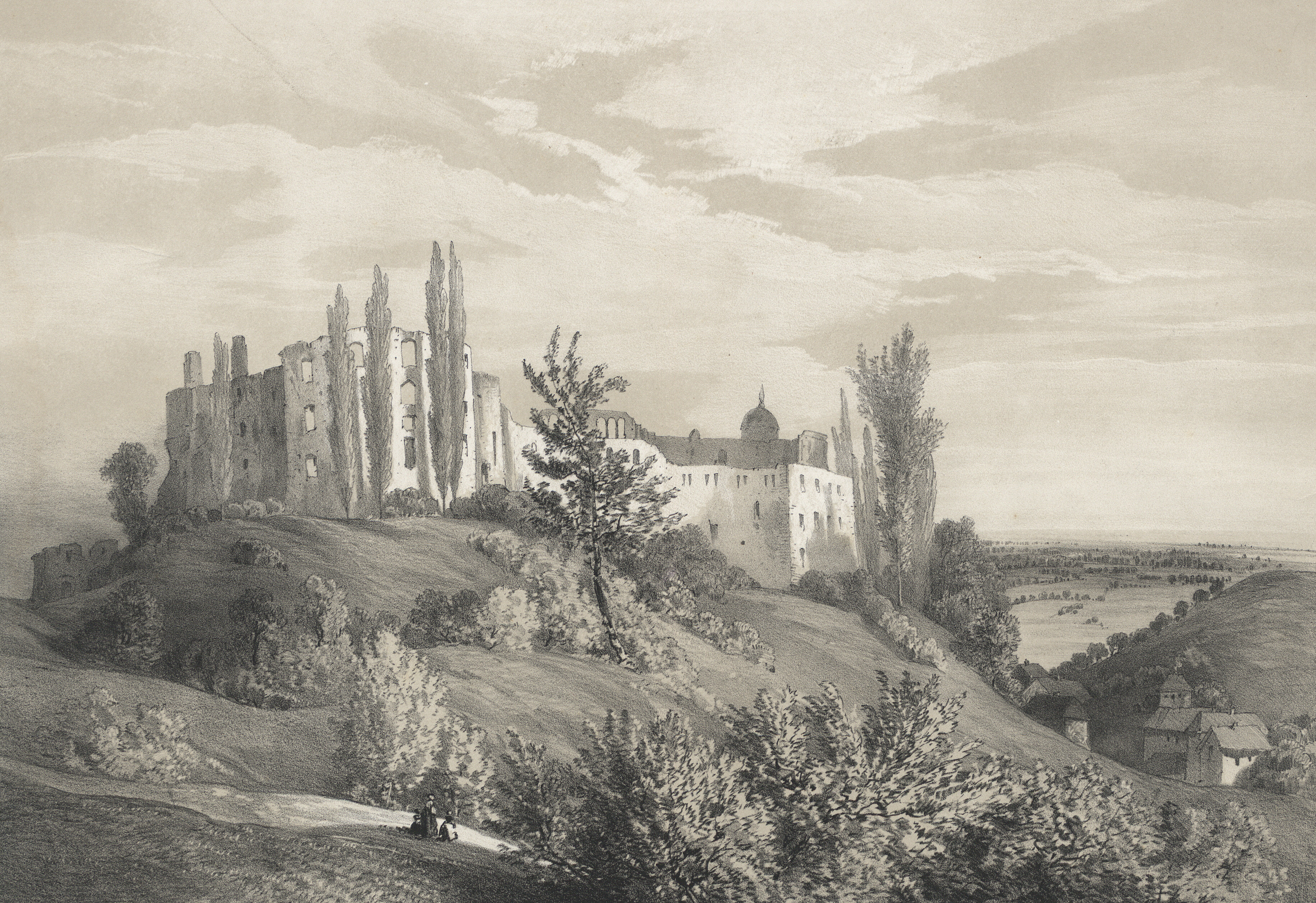
Ruiny zamku, po 1857
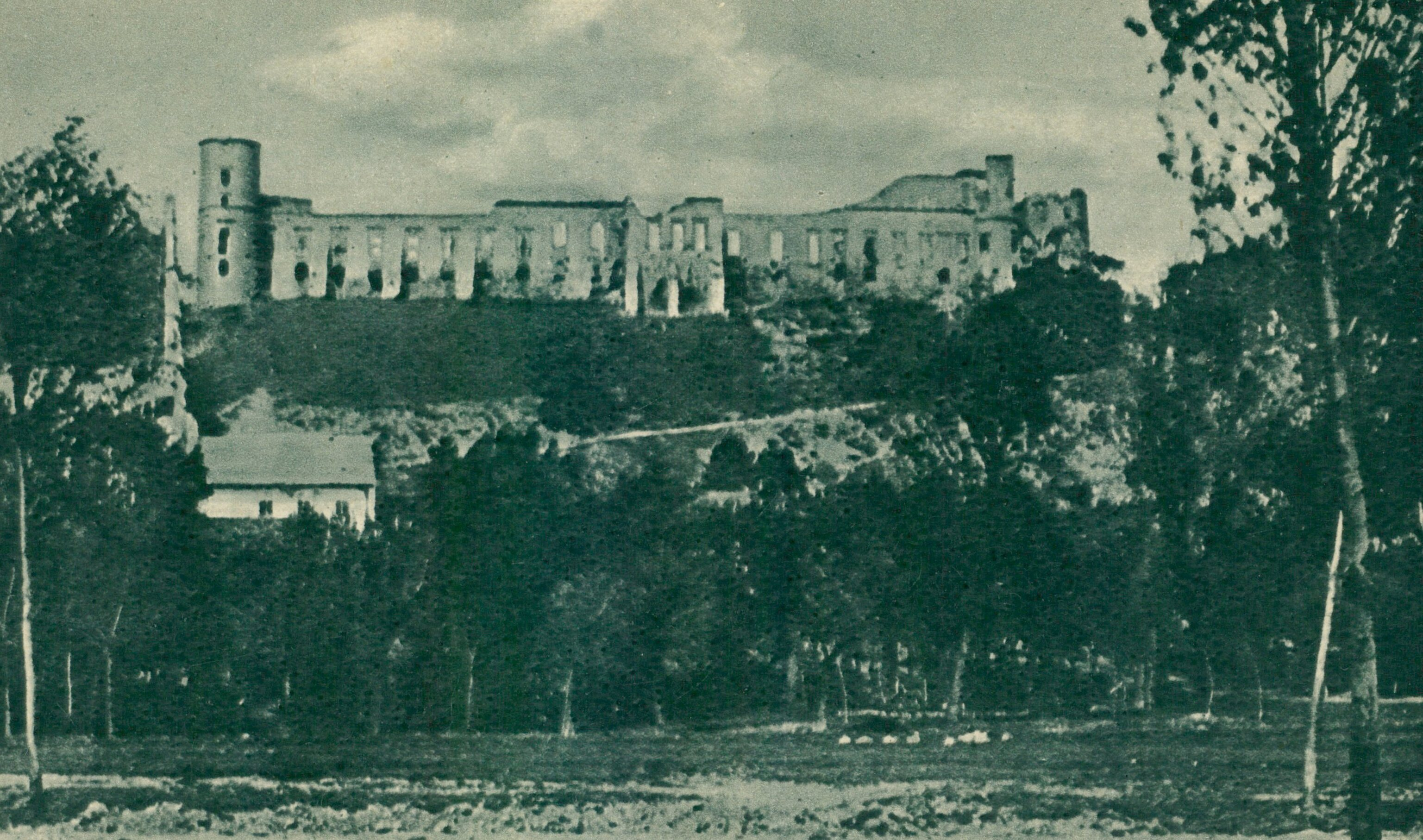
Zamek, po 1906
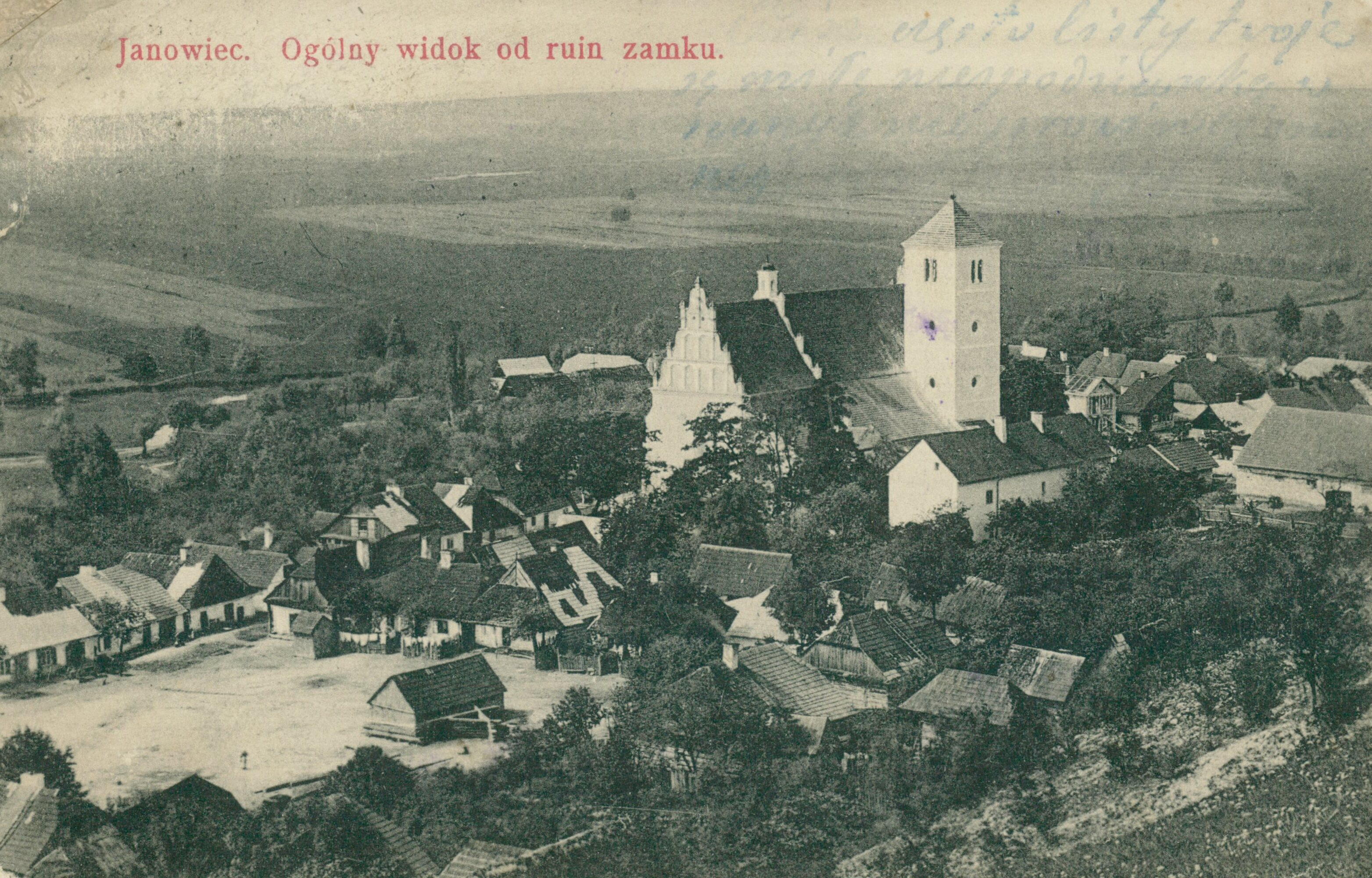
Panorama Janowca, 1914-1918
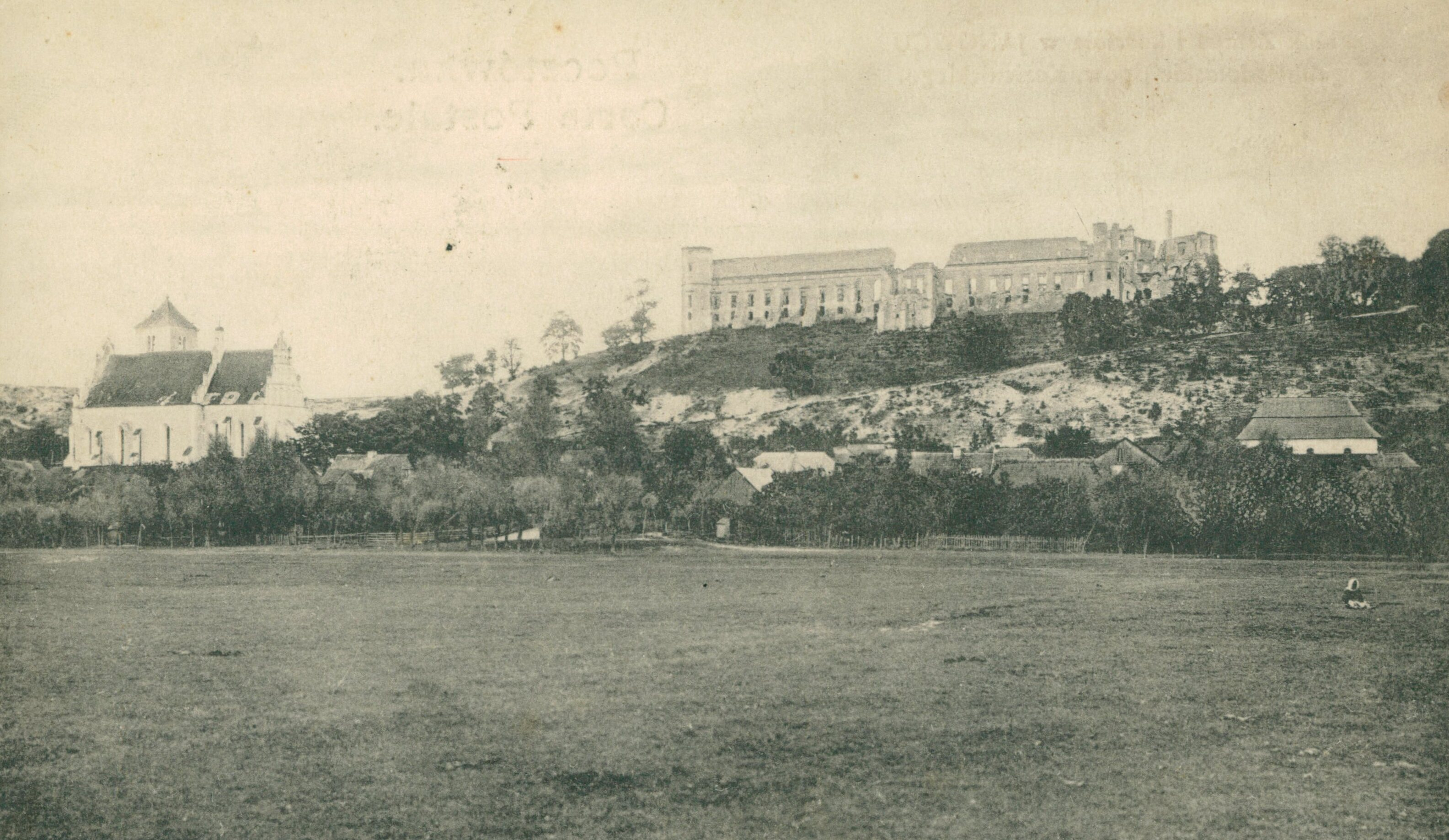
Widok zamku i kościoła, 1914
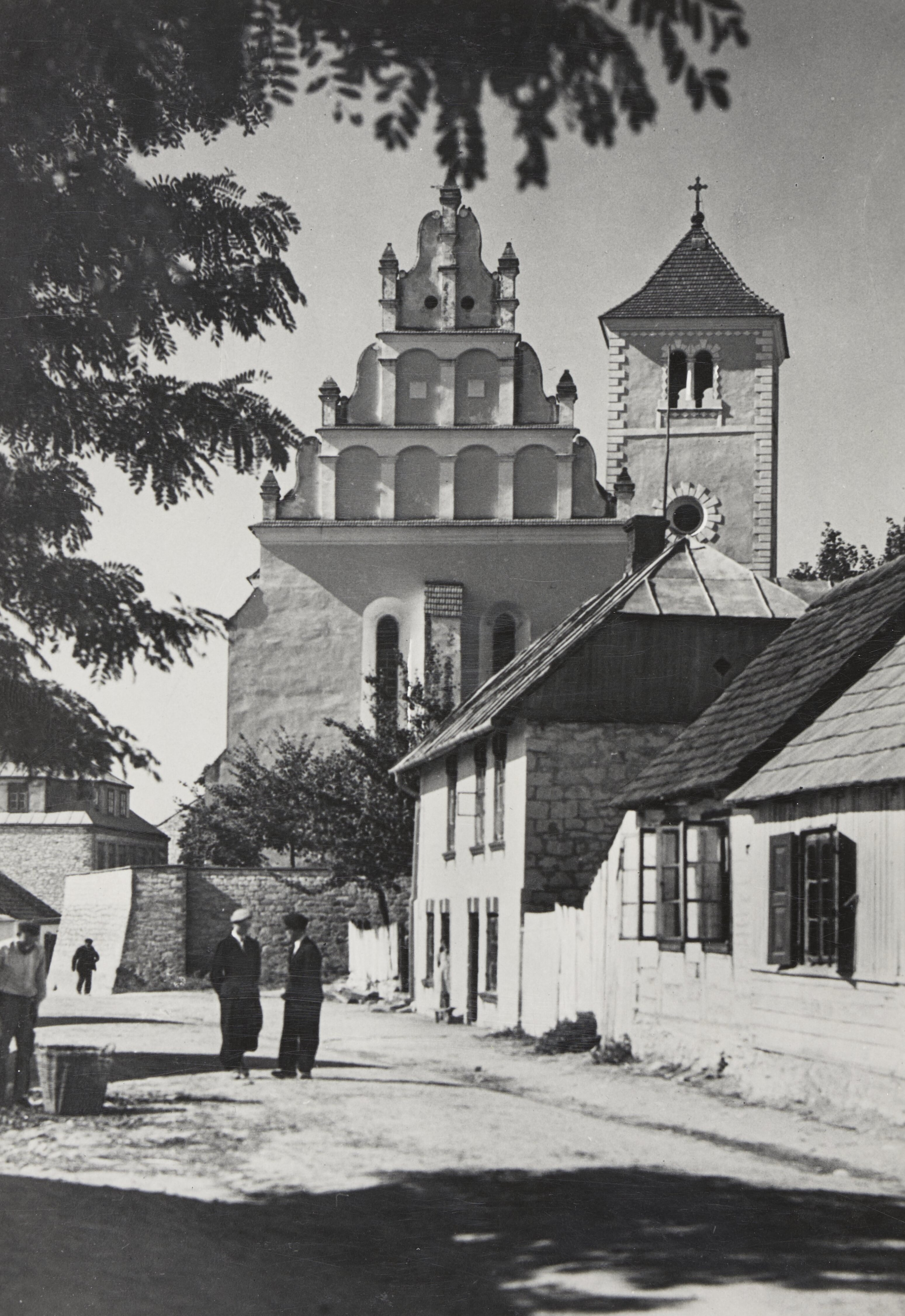
Ulica i kościół, około 1939

## Kalendarium własności
Wieś stanowiła własność szlachecką .
- 1346-61 – Jan herbu Syrokomla z Syrokomli., podsędek i sędzia ziemi krakowskiej (Urzędnicy małopolscy XII-XV w., Wrocław 1990 311, 376)
- 1369 – w dokumentach występuje Zaklika z Syrokomli[10]
- 1421 – Wit z Janowca herbu Janina[11]
- 1422 – Mikołaj Zaklika z Syrokomli[12]
- 1450 – dziedzicem Katarzyna, córka śp. Stanisława zwanego Kot z Kotków, żona Mikołaja z Plechowa
- 1452 – kmieć Piotr Szklecz i Grzegorz z Syrokomli[13].
- 1453 – Stanisław z Janowca[14]
- 1454 – w działach występuje Dorota żona Grzegorza z Janowca
- 1461,1481 – mieszczanie radomscy zwolnieni od cła mostowego w Syrokomli (ib. 51);
- 1465 – występuje Wojciech Janowski[15].
- 1466 – przy podziale rodzinnym Jan Feliks Oleśnicki otrzymuje m.in. tenutę solecką z wsią Janowiec[16]
- 1468-69 – Mikołaj z Janowca[17]
- 1469 – w aktach ziemskich występują Jan i Mikołaj z Janowca[18]
- 1470-80 – dziedzicem Mikołaj Janowski herbu Syrokomla,posiadał 1 folwark rycerski 3 łany kmiece, 4 karczmy (Długosz L.B. t.II s.553, t.III s.248,s.250)
- 1491 – Mikołaj Piechowski i jego żona Katarzyna z Janowic (pow. radomski) odstępują Piotrowi Firlejowi sędziemu lubelskiemu między innymi Syrokomlę[19]
- 1497 – Jan z Gardzienic rezygnuje na rzecz Mikołaja Firleja z Janowca, chorążego krakowskiego, z dóbr we wsiach m.in. Janowca i Syrokomli, które otrzymał po żonie Annie z Janowca[20]
- 1508 – pobór z wsi od wojewody lubelskiego Mikołaja Firleja z Dąbrowicy, w tym między innymi z Janowca, Syrokomli i  Przyłęku[21]
- 1510 – pobór z 3 łanów i 3 karczem z półłankami[22]
- 1526, 1530 – pobór z 3 łanów[23]
- 1538 – Syrocomla i Oblasy połączone przez wojewodę lubelskiego Piotra Firleja z Dąbrowicy w miasto.(ib. 1/10 662)
- 1577 – pobór z młynów miejskich mających w sumie 7 kół (ib. 1/8 721)
- 1610-13 - powstały murowany kościół św. Cecylii, szpital, wikariat i dzwonnica z fundacji rodu Tarłów ze Szczekarkowa
- 1662 – pogłówne od mieszkańców zamku, to jest 4 szlachciców, w tym Świrczowskiego i 24 osób służby, oraz 382 mieszkańców miasta (ib. 1/67 97v);
- 1662 – miasto liczy 381 mieszkańców, w tym 58 Żydów[24]
- 1673 – pogłówne od mieszkańców zamku: dworu księżnej z jej synami i urzędnikami, niezamężnymi szlachciankami, 10 osobami ich służby, 6 osób służby plebejskiej, szlachcica Zielińskiego z 3 osobami czeladzi, szlachcica Czapskiego i Bielskiego ze służącym, 66 żołnierzy, w tym hajdamaków, dragonów, kozaków, 2 osób innej służby, szlachcica Franciszka Olszowskiego z żoną, sługi Raczeńskiego z 4 służącymi plebejskimi, szlachcica Stankowskiego z żoną, 21 służby zamkowej[25]
- 1674 – w mieście 61 Żydów[26]
- 1676 – 54 Żydów (ib.);
- 1765 – w mieście 341 Żydów (ib. II 155);
- 1787 – miasto liczy 767 mieszkańców, w tym 150 Żydów i 4 dysydentów[27]
- 1789 – dochód miasta razem z Oblasami i Mszadłami 16790 złotych i półtora grosza ze wsi Janowice dochód 2838 złotych i 5 groszy[28]
- 1827 – miasto miało 30 domów i 209 mieszkańców[29]

## Wydarzenia historyczne
- 1361 – Kazimierz Wielki przenosi na prawo średzkie wsie Mszadła i Syrokomla[6]
- 1537 – wieś Syrokomla lokowana na prawie niemieckim, nowe miasto otrzymuje nazwę Janowiec[4][13]

## Kościół i parafia
Osada z parafią własną, dziesięcina należy do klasztoru świętokrzyskiego i miejscowego plebana.
- 1326-28 – znany był pleban Piotr, o parafii wiadomo że była zniszczona, nie płaci dziesięciny papieskiej[30]
- 1350,1354-5 – parafia płaci dziesięcinę papieską, taksa 1 grzywna[31]
- 1328 a następnie 1346-58, 1373-4 – parafia wymieniona w spisach świętopietrza, płaci po 3 skojce[32][33]
- 1389 – pleban Czesław (ZDK I 97);
- 1409 – pleban Czesław (ZL 1409 17);
- 1415-16 – pleban Jan[34]
- 1456-17 – pleban Mikołaj[35][36]
- 1461 – Marcin prokurator Piotra wikarego Syrokomli[37]
- 1470-80 – murowany kościół parafialny ś. Małgorzaty, patronat Mikołaja Janowskiego herbu Syrokomla, fundacja Bodzanty biskupa krakowskiego. Z 7 łanów kmiecych dziesięciny snopowe wartości do 5 grzywien dowożą klasztorowi świętokrzyskiemu Pleban ma w Syrokomli własne role i łąki, z nadania biskupa Bodzanty dziesięciny snopowe z Kijan, wcześniej należącą do stołu biskupa, na którą ma przywilej od Bodzanty i kapituły krakowskiej, oraz dziesięciny snop. z folwarków w Janowicach,  Mięćmierzu i Niebrzegowie. Okręg parafialny: Syrokomla, Janowice, Mięćmierz, Przyłęk (Długosz L.B. II 552; III 248, 257);
- 1482 – pleban Jan[38]
- 1483 – Stanisław z Wojczyc kanonik i oficjał sandomierski jako sędzia komisaryczny Jana biskupa krakowskiego potwierdza rezygnację Jana plebana Syrokomli z dziesięciny snop. z gruntu zwanej Patroszyn na rzecz opactwa świętokrzyskiego[39]
- 1529 – z pewnych ról w Syrokomli, Janowicach i Mięćmierzu dziesięciny snopowe wartości 1/12 grzywny należy do stołu konwentu świętokrzyskiego (Liber Retaxationum 351);

1529 – do Marka plebana Syrokomli należą dziesięciny z folwarku w Syrokomli wart. 1/12 grzywny oraz z pewnych ról folwarcznych, teraz zamienionych na kmiece, wartości 3 fertony, a także dziesięciny z całych Oblas wartości 2,5 grzywny i z Mięćmierza wartości 3 grzywny, z folwarku w Mszadłach wartości 6 grzywien i z Buczkowa wartości 1 grzywny, z folwarku i pewnych ról kmiecych w Janowicach wartości 2,5 grzywny, z ról kmiecych w Jawidzu wartości 7 grzywien i w Kijanach wartości 8 grzywien, z ról wójta i pewnych ról kmiecych w Rudkach wartości 2 grzywny, z roli sołtysiej w Babinie wartości 1,5 grzywny i w Łagowie wartości 2 grzywny, z ról 2 szlachciców w Niebrzegowie wartości 3 grzywny, a także kolęda warta 5,5 grzywny. A także czynsze od 1 kmiecia w Oblasach w wysokości 1 fertona oraz 30 groszy od karczmarza w Syrokomli, łączny dochód parafii wynosi 46 grzywien 42 groszy. (ib. 428);
- 1559-99 – kościół w Syrokomli zamieniony na zbór protestancki[40]
- 1563 – okręg parafialny: Syrokomla, Babin, Janowice, Łagów, Mszadła, Oblasy, Przyłęk, Rudki[41]
- 1569 – okręg parafialny: jw. plus Łaguszów i Zamoście[42]
- 1595 – murowany kościół parafialny ś. Małgorzaty. Patronat i kollacja należą do Firlejów, zbudowany przez Piotra z Dąbrowicy, w części sprofanowany przez heretyków popieranych przez Andrzeja Firleja. Służba boża odbywa się w niesprofanowanej kaplicy z lewej strony starego chóru, w niej 1 ołtarz. Obecny dziedzic Stanisław Tarło przygotował materiały do wykończenia budowy kościoła.

Plebanem jest Wojciech Żniński, kaznodzieja płocki i prepozyt kościoła w Kazimierzu [Dolnym], prezentowany w 1594 r. przez Mikołoja Mniszka, opiekuna dziedziców Janowca. Jest wikary, kantor, szkoła, kaplica szpitalna ś. Trójcy, od ponad 30 lat zajęta przez heretyków.
Pleban ma łąki w J. sięgające do Wisły i granic Oblas oraz  Wojszyna, kmieci i zagrodników m.in. w Oblasach, 10 młynów, stawy, słodownik, dziesięciny z Babina, Ławeczki, Rudek, Janowic, utracone przez poprzednich plebanów.
Okręg parafialny: J., Babin, Brzeście, Janowice, Łagów, Łaguszów, Ławeczka, Mięćmierz, Mszadła, Oblasy, Okrężnica, Pająków, Przyłęg, Rudki, Trzcianka, Wólka Łaguszowska, Wólka Przedmosty, Załazy, Zamoście
- 1600-4 – ponowna erekcja murowanego kościoła ś. Małgorzaty w Janowcu, w 1603 r. jeszcze niekonsekrowanego, który otrzymuje wyliczone uposażenie, w tym dziesięciny w Janowcu z ról zw. Błonie, ogrodów, folwarków dziedzica i mieszczan[44][37]
- 1601 – plebanem był Wojciech Placentinus, wikarzy Walenty Bartkowicz i Jakub Falkowicz z Radomia[45]
- 1602 – na prośbę Barbary z Dulskich Tarło, żony śp. Stanisława Tarły, biskup Bernard Maciejewski eryguje kościół w Janowcu (ib. XX 741)
- 1612-21 –Jan Karol Tarło nie oddaje klasztorowi świętokrzyskiemu dziesięciny z ról kmiecych we wsiach Janowice, Janowice miasto i  Lucimia[46]
- 1624 – pomimo roszczeń wysuwanych przez plebana Janowic Wawrzyńca Beklewskiego, dziesięciny z wyżej wymienionych wsi wraz z odszkodowaniem przyznane zostają opactwu (ib.)
- 1631-41 – dziedzic ponownie zagarnia dziesięciny z wsi jak wyżej (ib.)
- 1647 – córki Jana Krzysztofa Tarły Teresa żony Krzysztofa Baldwina Ossolińskiego i Barbara zobowiązały się, że do czasu podziału dóbr będą przysyłały corocznie na ś. Marcina [11 XI] do Boisk 200 zł za dziesięciny należną klasztoru z wsi Janowiec, Janowice, Lucimia, Przyłęk (ib.)
- 1649 – Barbara Tarłówna i jej mąż Aleksander z Żurowa Daniłowicz przedłużają ważność powyższego układu aż do swojej śmierci (ib.);
- 1652 – Aleksander z Żurowa Daniłowicz płaci konwentowi za dziesięciny z Janowca., Janowic, Lucimi i Przyłęku 200 zł[47]
- 1662 – był w parafii pleban i wikary, parafia liczy 1717 parafian[48]
- 1664 – Barbara Tarłówna i jej drugi mąż Jerzy Lubomirski powtarzają układ z klasztorem z 1649 r.[49]
- 1674 – okręg parafialny obejmuje: Janowiec, Baryczka, Brzeście, Ławeczka, Okrężnica, Pająków, Ruda, Trzcianka, Wólka Zamojska, Załazy (Pawiński 58a - wykaz częściowy);
- 1701-28 – za dziesięciny z włości janowickiej, tzn. z wsi Janowiec, Janowice, Lucimia i Przyłęk, Benedyktyni świętokrzyscy otrzymują corocznie 22 beczki soli z żup Kunegunda, które odbierają w Puławach[50]
- 1721 – murowany kościół parafialny świętych  Stanisława i Małgorzaty fundowany przez biskupa Bodzantę i uposażony dziesięcinami z Kijan, kollacja należy do Jerzego Lubomirskiego podkomorzego krakowskiego było wtedy 5 ołtarzy, 2 dzwonnice, brak kaplic.

Od 1709 r. plebanem jest Andrzej Zucci, profesor Uniwersytetu Krakowskiego kanonik liwski, dziekan solecki, 2 wikarych, organista, kantor, zakrystian, rektor szkoły, szpital z kaplicą ś. Trójcy. Na terenie parafii opactwo świętokrzyskiego pobiera dziesięciny z ról mieszczan w J., kmiecą w Janowicach, całą w Rudkach [!], Mszadłach [!] i w Przyłęku.
Okręg parafialny: Janowiec, Babin, Baryczka, Brzeście, Janowice, Łagów, Łaguszów, Ławeczka, Mięćmierz, Mszadła, Oblasy, Okrężnica, Pająków, Przyłęk, Ruda, Rudki, Trzcianka, Wólka Łaguszowska, Wólka Zamojska, Załazy, Zamoście, liczy łącznie 2000 osób
- 1728 – mocą nowego porozumienia, gdy żupa solna Kunegunda i dobra janowieckie zmieniły właścicieli, Benedyktyni świętokrzyscy otrzymują corocznie na ś. Marcina za dziesięciny z wsi Janowice, Lucimia, Przyłęk i miasta Janowice 613 złotych 2 grosze[52]
- 1784-90 – po zmianie właściciela dóbr janowickich mnisi bezskutecznie próbują uzyskać z nich dziesięciny snop. (ib.)
- 1787 – okręg parafialny jak w 1721 r. ale bez Rudy[53]
- 1787 – pleban Piotr Makarowicz, ma wieś Oblasy, dochód z parafii 1883 złotych i 22 i pół grosza. Probostwo szpitalne św. Cecylii w mieście Janowiec, ksiądz Piotr Makarowicz, dochód 1208 złotych i 7 i pół grosza[54]
- 1801 – Austriacy zezwalają pobierać dziesięciny snopową wszędzie tam, gdzie zamiana na ryczałt pieniężny nie została potwierdzona przez biskupa, z czego korzystając, klasztor świętokrzyski ponownie dąży do odzyskania dziesięciny snop. z ww. wsi.
- 1802 r. – gromady: Babin, Mszadła, Okrężnica, Przyłęk, Wólka Zamojska i Załazy kupiły od klasztoru dziesięciny ze swych ról, ale dziesięciny te zagarnęli dziedzice, zainteresowani dalszym płaceniem ryczałtu[55][a];
- 1809 – Benedyktyni skarżą się, że dwory w Janowcu, Brześciu obecnie „Brzeście Stare”, Przyłęku, Lucimi i Łagowie same pobierają dziesięciny, a im oddają za nie od 15 lat wnosząc do depozytu po 613 złotych i 2 grosze (ib. 286);
- 1819 – do stołu konwentu należy dziesięciny pieniężna z całego klucza janowickiego co stanowi tylko 613 zł rocznie[56]

## Studenci Uniwersytetu krakowskiego
- 1412 – Stanisław syn Piotra, student Uniwersytetu Krakowskiego w spisie alumnów[57]
- 1414-15 – Wojciech syn Wierzchosława[58]
- 1499 – Mikołaj syn Bernarda (ib. II 51),
- 1514 – Jan syn Jana (ib. 154).